# Карачун (Воронежская область)
Карачун — село в Рамонском районе Воронежской области.
Административный центр муниципального образования Карачунское сельское поселение. Одно из старейших сёл Воронежской области.

## Этимология
Название посёлка могло возникнуть от древнерусского слова карачун, в значении смерть, погибель, и связано с чумой, которая в 1351 году могла вспыхивать на современной территории села. Либо могло произойти от тюркских слов карасу (черная вода) или карачан (черная сторона).
Также существует легенда о коне татарского мурзы по кличке Карачар, утонувшего в реке неподалёку, в память о котором местность была названа Карачар.

## География
Село расположено в северо-западной части Рамонского района Воронежской области в 9 километрах к северу от поселка Рамонь, в 50 километрах от Воронежа. Находится на правом берегу реки Воронеж. Преобладающий тип почвы на территории села — чернозёмный.

## История
Находки монет на территории села относятся к времени правления Ивана Грозного и Бориса Годунова. В начале XVII века на реке Воронеж был основан Богородецко-Карачунский Владимирский мужской монастырь, при котором возникло сельцо. Жители поселения занимались производством глиняной посуды. Впервые о селе Карачун упоминается в «Дозорной книге» 1615 года, в которой был подробно описан Карачунский монастырь, две церкви и несколько других строений при нём, окруженных стоячим тыном, за тыном — «животный двор». Владения монастыря простирались на 16 верст на запад до урочища Кривоборье на Дону. В 1620 году была построена деревянная Владимирская церковь. По состоянию на 1629 год в селе насчитывалось 16 населённых и 27 пустующих в связи с татарскими набегами дворов. В 1659 году поселение и монастырь были разорены крымскими татарами. После ухода татар началось восстановление села.
Начиная с XVII века Карачун становится крупным центром гончарного дела, в селе изготавливалась в том числе карачунская глиняная игрушка, технология изготовления которой внесена Министерством культуры России в список объектов нематериального культурного наследия.
В 1859 году в селе насчитывалось 165 дворов, в которых проживало 1599 жителей. В 1900 году количество дворов достигало 351, а жителей — 1840. В этом же году в селе насчитывалось 150 гончарных горнов, действовало 6 ветряных мельниц, 2 рушки, 2 мелочные лавки, кузница и трактир.
В 1930 году в селе был организован колхоз «Труд». В 1937 году в селе Карачун был открыт гончарный цех артели «Коминтерн», глина для производства добывалась в расположенных поблизости залежах красной глины. Во время Великой Отечественной войны в 1942 году село было занято немецкими войсками и разрушено, а жители эвакуированы в Усманский район. После отступления немецких войск в 1943 году жители села начали возвращаться на свои земли. В 1952 году колхоз «Труд» вошел в состав колхоза «Имени Ленина».
В 2014 году в селе была установлена видеокамера системы видеонаблюдения для мониторинга лесных пожаров «Лесной Дозор».

## Население
| 1859 | 1897  | 1900  | 2005 | 2010 |
| ---- | ----- | ----- | ---- | ---- |
| 1599 | ↗1666 | ↗1840 | ↘311 | ↘279 |

## Объекты исторического и культурного наследия
Церковь Владимирской иконы Божией Матери, построенная на месте Карачунского Владимирского монастыря. Кирпичное здание церкви, построенное в 1881 году по проекту архитектора Дмитрия Знобишина, относится к объектам исторического и культурного наследия областного значения. Помимо этого в селе располагаются здания приходской и земской школ постройки начала XX века, относящиеся в свою очередь к объектам исторического и культурного наследия местного значения.

## Памятники
Братская могила и памятник воинам, погибшим в годы Великой Отечественной войны.

## Уличная сеть
Список улиц села:
| - улица 9 Января; - улица Весенняя; - улица Лесная; - улица Набережная; - улица Первомайская; | - улица Садовая; - улица Солнечная; - улица Цветочная; - улица Центральная; - переулок Нагорный. |